# Hai SIM

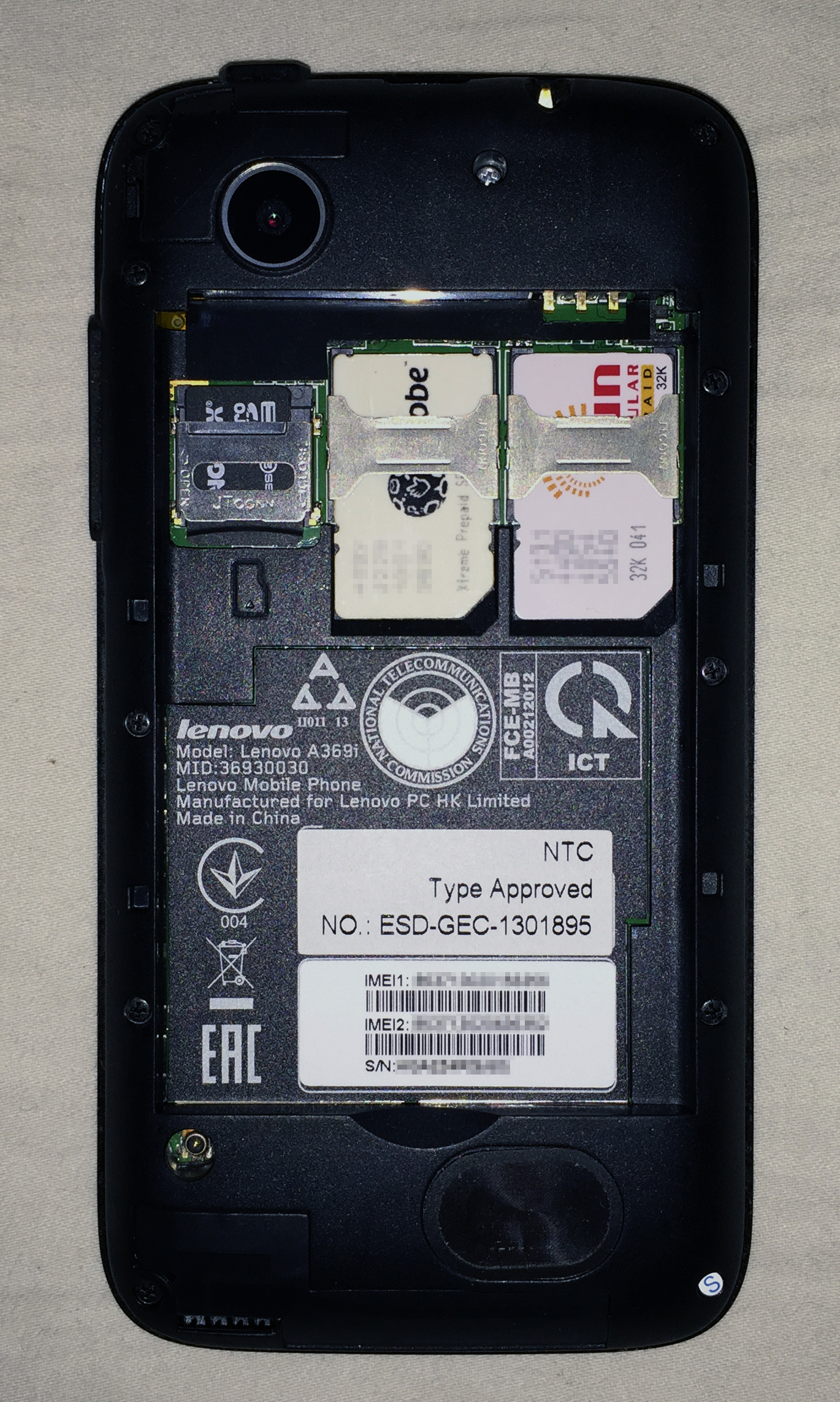
Một điện thoại thông minh Lenovo có hai khe cắm thẻ SIM.

Một số điện thoại di động hỗ trợ sử dụng hai thẻ SIM, được mô tả là hoạt động với hai SIM. Khi cài đặt thẻ SIM thứ hai, điện thoại cho phép người dùng chuyển đổi giữa hai dịch vụ mạng di động riêng biệt bằng tay, có hỗ trợ phần cứng để giữ cả hai kết nối ở trạng thái "chờ" để tự động chuyển đổi hoặc có bộ thu phát riêng lẻ để duy trì cả hai kết nối mạng cùng lúc.
Điện thoại hai SIM là xu hướng chủ đạo ở nhiều quốc gia nơi điện thoại thường được mở khóa. SIM kép rất phổ biến để phân tách các cuộc gọi cá nhân và công việc tại các địa điểm áp dụng giá thấp hơn cho các cuộc gọi giữa các khách hàng của cùng một nhà cung cấp, trong đó một mạng có thể thiếu vùng phủ sóng toàn diện và để đi qua biên giới quốc gia và khu vực. Ở các quốc gia nơi điện thoại hai SIM là tiêu chuẩn, những người chỉ cần một SIM chỉ cần để trống khe SIM thứ hai. Điện thoại hai SIM thường sẽ có hai số IMEI duy nhất, một số cho mỗi khe SIM.
Các thiết bị sử dụng nhiều hơn hai thẻ SIM cũng đã được phát triển và phát hành, đáng chú ý là điện thoại ba SIM LG A290, và thậm chí cả các thiết bị cầm tay hỗ trợ bốn SIM, như Cherry Mobile Quad Q70.